# Colorado Ballet

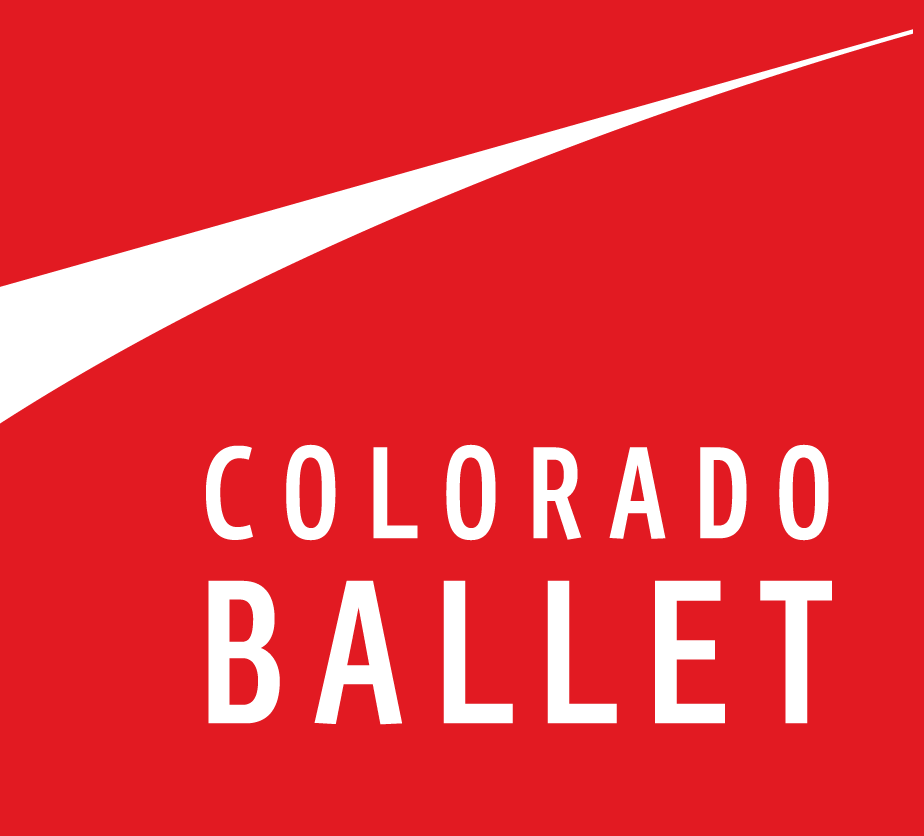
Logo du Colorado Ballet.

Le Colorado Ballet est une compagnie de ballet fondée par Freidann Parker et Lillian Covillo en 1961. 

## Description
Le Colorado Ballet est situé à Denver, capitale de l’État américain du Colorado. Cette compagnie a de multiples fonctions : compagnie de danse, école de danse, département d’éducation et de proximité.
Aujourd’hui, la compagnie se compose de trente danseurs professionnels et offre un nombre de cours de danse pour tous les niveaux (des débutants aux avancés) et tous les âges (des enfants aux adultes). Le Colorado Ballet monte des représentations dans deux lieux importants de Denver : l’Ellie Caulkins Opera House  et le Denver Performing Arts Complex. 

## Histoire
Les deux fondatrices du Colorado Ballet, Lillian Covillo et Friedann Parker sont natives de Denver. Lorsqu’elle étudie à l’Université de Denver, Covillo fait la connaissance de Parker. Cette première rencontre est le début d’une collaboration artistique importante. Les deux femmes combinent leur passion pour la danse et commencent à travailler ensemble. Elles fondent le Covillo-Parker School of Ballet au début de leur partenariat. Finalement, Covillo et Parker veulent fournir aux élèves l’occasion de rester à Denver comme ballerines et danseurs professionnels. Ainsi, elles décident de fonder la Colorado Concert Ballet en 1961. Le premier ballet interprété sera Casse-noisette. Aujourd’hui[Quand ?], Casse-noisette continue d’être une mise en scène réputée du Colorado Ballet. En 2012, le ballet est très populaire et enregistre des revenus de 2,36 millions de $. Le Colorado Ballet a célébré le travail de Covillo et de Parker l’année de son cinquantième anniversaire, en 2010. 

## Expansion
En 2013, le Colorado Ballet a payé 1,3 million de $ pour l’achat d’un bâtiment historique situé dans le quartier artistique de Santa Fe de Denver. Ce nouveau chantier deviendra le nouveau siège de la compagnie. Ce bâtiment a été construit en 1913 et a été rénové. Cette année, la compagnie compte utiliser ce nouveau lieu pour la croissance de son académie de danse. Aussi, il y aura plus l’espace pour les studios de danse dans ce bâtiment.  

### Département de l’éducation et de proximité
Le département d’éducation et de proximité de la compagnie offre un nombre des programmes qui promeuvent l’art du ballet.  Les services du département incluent les activités extrascolaires, les spectacles pour des écoles et la communauté, les bourses, du matériel pédagogique, développement professionnel. Le programme notable du Colorado Ballet est Be Beautiful Be Yourself. Le but de ce programme est de fournir des cours de danse aux enfants trisomiques. Il allie une connaissance de kinésithérapie à la danse et le rythme.

### Professionnels du Colorado Ballet
Aujourd’hui[Quand ?], la compagnie est très diverse. Ses danseurs sont originaires de plusieurs pays comme la Russie, Cuba, la France, les États-Unis, le Canada, et le Japon. Six leaders artistiques travaillent pour la compagnie : un directeur artistique, deux maitres de ballet, un directeur musical, un chef associé d’orchestre et un pianiste. La compagnie a aussi un orchestre dont Adame Flat est le chef. 

## Lieux de représentations
La plupart de représentations de la compagnie ont lieu dans l’Ellie Caulkins Opera House qui est simplement connue sous le nom de  « the Ellie ». Au total, l’opéra a quatre scènes et se trouve dans l’extérieur historique du Quigg Newton Denver Municipal Auditorium qui date de 1908. Chaque année, le Colorado Ballet monte aussi son spectacle de fin de saison au Newmen Center for the Performing Arts qui est situé sur le campus de l’Université de Denver. 
- Colorado Ballet Academy

Le Colorado Ballet Academy est une école de danse qui offre des formations en ballet. Quelquefois, les étudiants peuvent danser avec la compagnie pendant ses représentations publiques. Ils ont aussi l’option de pratiquer le ballet dans un programme intensif d’été. Après avoir fini leur formation, un certain nombre étudiants de l’école continuent à danser comme danseurs professionnels.
- Types de représentations

La compagnie offre un éventail de représentations. Par exemple, les représentations passées du Colorado Ballet incluent La Belle au bois dormant, Le Lac des cygnes, Dracula, Winter Moons, Soul of Porcelain et Where the Wild Things Are.

## Danseurs réputés
- Maia Makhateli (vers 1986-), danseuse de ballet géorgienne.